# Diplocrininae
De Diplocrininae zijn een onderfamilie van de familie Isselicrinidae, een familie van zeelelies.

## Geslachten
- Cenocrinus Thomson, 1864
- Endoxocrinus A.H. Clark, 1908